# Du lịch Bắc Triều Tiên

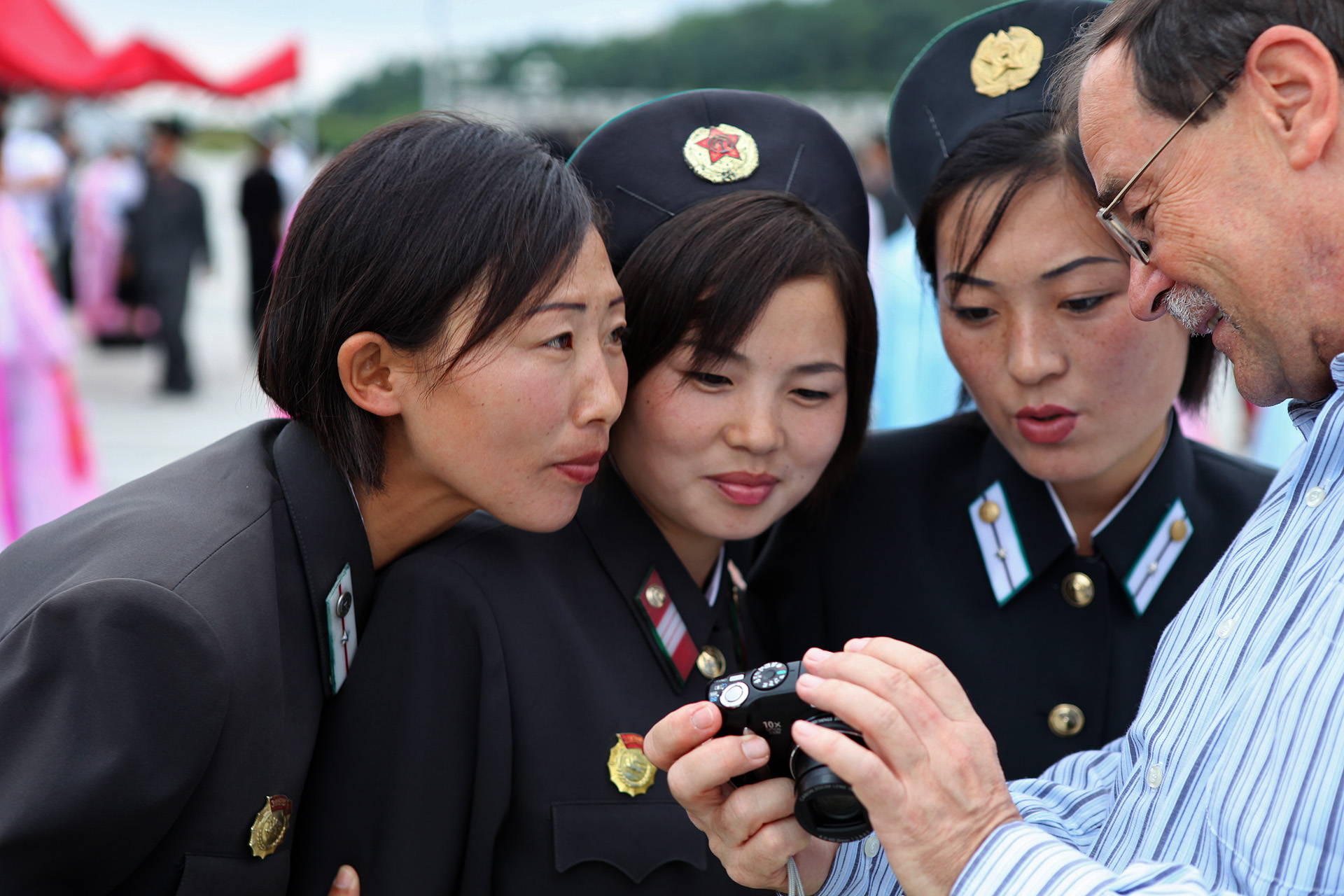
Du khách chụp ảnh với người dân Triều Tiên

Du lịch ở Cộng hòa Dân chủ Nhân dân Triều Tiên được tổ chức bởi một trong số các cơ quan du lịch quốc doanh, bao gồm Công ty Du lịch Quốc tế Triều Tiên (KITC), Công ty Du lịch Thể thao Quốc tế Triều Tiên (KISTC), Công ty du lịch Taekwondo Quốc tế Hàn Quốc (KITTC) và Công ty Du lịch Thanh niên Quốc tế Triều Tiên (KIYTC). Du lịch ở Triều Tiên được kiểm soát chặt chẽ bởi chính phủ, và chỉ khoảng 4000 đến 6.000 du khách phương Tây đến Triều Tiên mỗi năm.

## Hạn chế và cảnh báo
Tương tác với người dân địa phương đã được kiểm soát chặt chẽ trong lịch sử, tuy nhiên, từ các bức ảnh được thấy trên internet và bằng chứng từ khách du lịch đến CHDCND Triều Tiên, những hạn chế này dường như đã được nởi lỏng trong vài năm qua. Tính đến tháng 1 năm 2013, người nước ngoài được phép mua thẻ SIM tại sân bay Bình Nhưỡng, cung cấp dịch vụ gọi quốc tế. 
Phái đoàn ngoại giao Thụy Điển đến Triều Tiên nhấn mạnh rằng sự thiếu tôn trọng đối với quốc gia Triều Tiên, các nhà lãnh đạo và các biểu tượng của Triều Tiên được coi là rất xúc phạm. Mức độ khoan dung đối với hành vi phá hoại là tối thiểu và có thể dẫn đến việc bỏ tù. Bộ Ngoại giao Hoa Kỳ khuyến cáo mạnh mẽ chống lại tất cả các chuyến đi của công dân Hoa Kỳ đến Triều Tiên, lập luận rằng các công dân Mỹ đã bị bắt giữ và giam giữ lâu dài đối với những hành động không gây ra việc bắt giữ ở Hoa Kỳ hoặc các nước khác. Bộ Ngoại giao Hoa Kỳ cũng tuyên bố rằng họ đã nhận được báo cáo về các nhà chức trách Triều Tiên giam các công dân Hoa Kỳ mà không bị buộc tội và không cho phép họ rời khỏi đất nước. CHDCND Triều Tiên đã bắt giữ các công dân Hoa Kỳ tham gia các chuyến đi có tổ chức. Vào ngày 01 tháng 2 năm 2017, Hoa Kỳ đã công bố một cảnh báo du lịch cho công dân Hoa Kỳ, cảnh báo rằng sẽ là du khách của những cuộc chạm trán và nguy hiểm trước đây trong nước.
Vào tháng 12 năm 2015, Otto Frederick Warmbier, một sinh viên 21 tuổi người Hoa Kỳ, đã đi cùng với nhà tổ chức tour du lịch Young Pioneer của Trung Quốc để tham quan một chuyến du lịch 5 ngày đến Triều Tiên. Anh ta đã bị bắt tại sân bay trước khi khởi hành, bị cáo buộc là đưa một tấm áp phích tuyên truyền từ một bức tường trong khách sạn của anh ta. Ông bị kết án về tội "hành động thù địch" chống lại nhà nước và bị kết án 15 năm khổ sai. Vào ngày 14 tháng 6 năm 2017, sau khi các quan chức Hoa Kỳ học được rằng ông đã ở trong tình trạng hôn mê ngay từ lúc bắt đầu sự giam giữ của mình, ông được thả vì lý do nhân đạo và trở về Hoa Kỳ. Các bác sĩ sau đó đã thông báo rằng Warmbier đã ở trong một trạng thái thực vật lâu dài. Anh qua đời vào ngày 19 tháng 6 năm 2017.

## Tham quan có hướng dẫn viên
Khách du lịch phải tham gia các chuyến đi có hướng dẫn. Tính đến tháng 6 năm 2011, biên giới phía Bắc với Trung Quốc đã được mở ra và công dân Trung Quốc được tự do lái xe của họ tới Luo, một vùng biên giới nhỏ phía CHDCND Triều Tiên, nơi họ được tự do khám phá, hòa trộn và chụp ảnh. Đây được coi là bước đầu tiên hướng đến việc mở rộng du lịch và phát triển trong khu vực đó.
Đối với người phương Tây, có một số nhà khai thác du lịch tư nhân giúp cung cấp truy cập vào đất nước. Nổi tiếng trong số những nhà khai thác này là Uri Tours (được biết đến với vai trò của Dennis Rodman và các chuyến đi của Eric Schmidt đến Triều Tiên), Koryo Tours (được biết đến với các phim liên quan đến Triều Tiên như đồng chí Kim bay lên và lịch sử mạnh mẽ trong Khu vực), Lupin Travel (cơ quan du lịch của ngân hàng Anh được biết đến với DPRK Amateur Golf Open), Young Pioneer Tours (thường là dành cho du khách giá rẻ)  Tongil Tours  (tập trung vào các chuyến đi học đại học và các đoàn đặc biệt)  và KTG (được biết đến với các nhóm nhỏ và tour giá cả phải chăng)  FarRail Tours  có các chuyến tham quan để xem đường sắt hơi hoạt động và trạm tàu điện ngầm Bình Nhưỡng.
Kể từ tháng 12 năm 2013, Triều Tiên đã mở cửa cho khách du lịch trong mùa đông. Khu nghỉ mát trượt tuyết Masikryong bên ngoài thành phố Wonsan ở tỉnh Kangwon mở cửa vào đầu năm 2014. Mặc dù du khách trước đây đã bị giới hạn ở Bình Nhưỡng, một số tour du lịch  gần đây đã có thể mở rộng đến các vùng khác của đất nước như Rajin (và chợ ở đó) Và Chongjin.
Khách du lịch có thể lên máy bay đến Bình Nhưỡng từ Bắc Kinh, Thẩm Dương, Kuala Lumpur, Thượng Hải và Vladivostok, và đào tạo các dịch vụ cho Bình Nhưỡng từ Bắc Kinh, Đan Đông và Mátxcơva.

## Tours từ Hàn Quốc

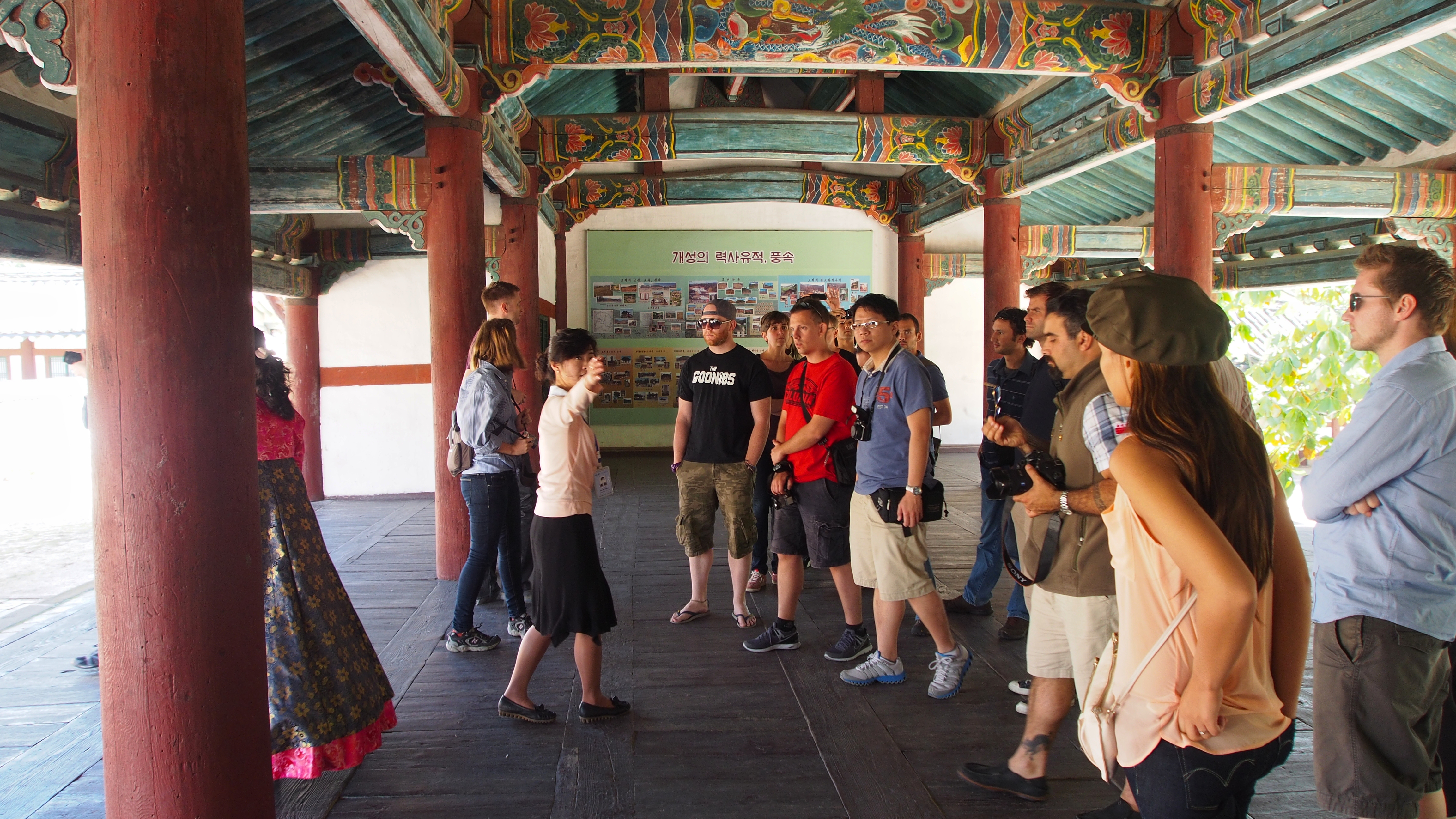
Tham quan bảo tàng Koryo ở Songgyungwan ở Kaesong.

Năm 2002, khu vực xung quanh núi Kumgang, một ngọn núi đẹp đẽ gần biên giới Nam Hàn, được chỉ định là điểm đến du lịch đặc biệt: Khu du lịch núi Kumgang. Các tour du lịch do các công ty tư nhân điều hành đã đưa hàng ngàn người Hàn Quốc đến Mount Kŭmgang mỗi năm   trước khi ngừng các tour du lịch vào cuối năm 2008 do việc bắn hạ một du khách Hàn Quốc. Khi các tour du lịch không được nối lại vào tháng 5 năm 2010, CHDCND Triều Tiên đơn phương tuyên bố sẽ chiếm giữ tài sản bất động sản Hàn Quốc trong khu vực.
Vào tháng 7 năm 2005, Tập đoàn Hyundai Hàn Quốc đã ký thỏa thuận với Chính phủ Triều Tiên mở thêm nhiều lĩnh vực du lịch, trong đó có núi Baekdu và Kaesong. Kaesong đã được mở cửa cho các tour du lịch hàng ngày cho khách du lịch Hàn Quốc và nước ngoài vào tháng 12 năm 2007; Triều Tiên tính phí US $ 180 cho một chuyến đi một ngày. Thành phố này đã đón hàng trăm du khách mỗi tuần, chủ yếu là người Hàn Quốc.
Các tour du lịch đến Kaesong đã bị đình chỉ vào tháng 12 năm 2008 do một cuộc xung đột chính trị giữa Triều Tiên và Hàn Quốc liên quan đến các bong bóng tuyên truyền. Bong bóng, đầy thông tin quan trọng của Kim Jong-il và chế độ Triều Tiên, được đưa vào Triều Tiên từ phía nam của biên giới Hàn Quốc. Khi Hàn Quốc không đáp ứng yêu cầu của Triều Tiên để ngăn chặn các quả cầu tuyên truyền, Triều Tiên đã đình chỉ tour du lịch Kaesong. [23]. Các tour du lịch đến Kaesong được nối lại vào tháng 4 năm 2010, nhưng lại bị đình lại vào tháng 5 năm 2010 sau vụ chìm tàu ROKS Cheonan.

## Tours từ Trung Quốc

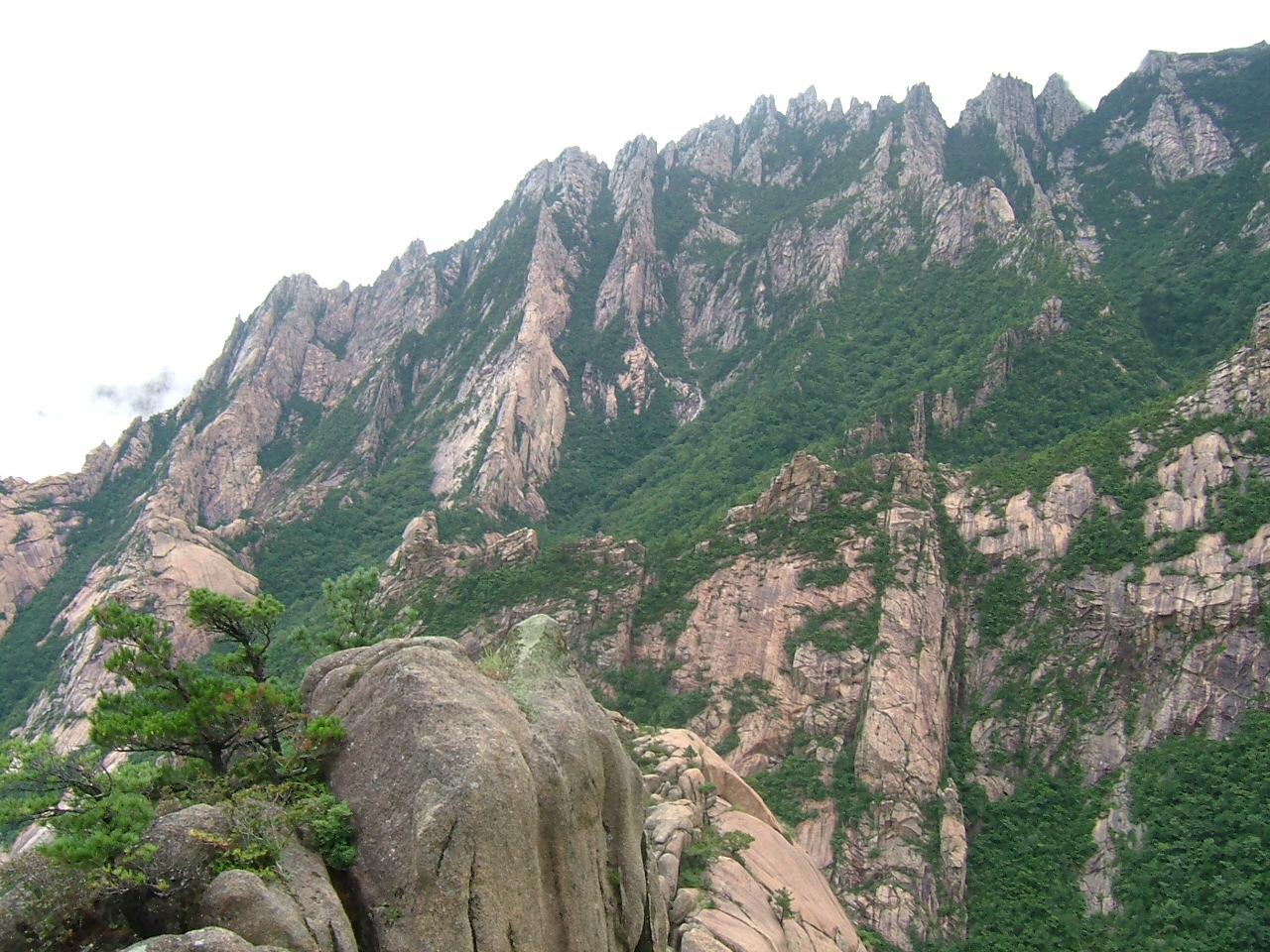
Núi Kumgang

Vào tháng 4 năm 2010, đoàn tàu du lịch đầu tiên từ Đan Đông, Trung Quốc đã đưa khách tham quan Triều Tiên đi du lịch bốn ngày. Trước đó, chuyến tàu quốc tế từ Bắc Kinh đến Bình Nhưỡng đã được sử dụng làm tàu du lịch.
Vào tháng 6 năm 2011, công dân Trung Quốc đã được phép tham gia chuyến lưu diễn tự trị ở Triều Tiên lần đầu tiên trong lịch sử.
Tính đến tháng 1 năm 2013, khách du lịch bây giờ có thể mang điện thoại di động của mình vào CHDCND Triều Tiên, [26] mặc dù không có thẻ SIM Triều Tiên (dành cho người nước ngoài) điện thoại sẽ không thể thực hiện hoặc nhận cuộc gọi. Trước đây người nước ngoài phải đầu hàng điện thoại tại biên giới (hoặc sân bay) trước khi vào nước.
Số lượng khách du lịch Trung Quốc đến Triều Tiên giảm 70% trong năm 2010-2011. Một cơ quan du lịch Trung Quốc cho biết số lượng hạn chế các gói hàng và các hạn chế đối với việc khách du lịch nước ngoài có thể đi du lịch là lý do chính khiến họ không quan tâm. Chỉ có thủ đô Bình Nhưỡng và núi Kumgang mới có trên các hành trình của Trung Quốc. 
Nhiều nơi có thể truy cập từ phía Trung Quốc, như Namyang và các tu viện ở Chilbosan từ Tumen, Trung Quốc. Trong năm 2011, một tuyến tàu hỏa Tumen-Hàn Quốc được lên kế hoạch bắt đầu.
Mặc dù đánh bạc bị cấm đối với công dân Triều Tiên, có hai sòng bạc tồn tại ở Triều Tiên cho thị trường du lịch Trung Quốc - Khách sạn Emperor & Casino ở Rason và Casino Pyongyang ở khách sạn quốc tế Yanggakdo ở Bình Nhưỡng.

## Visa

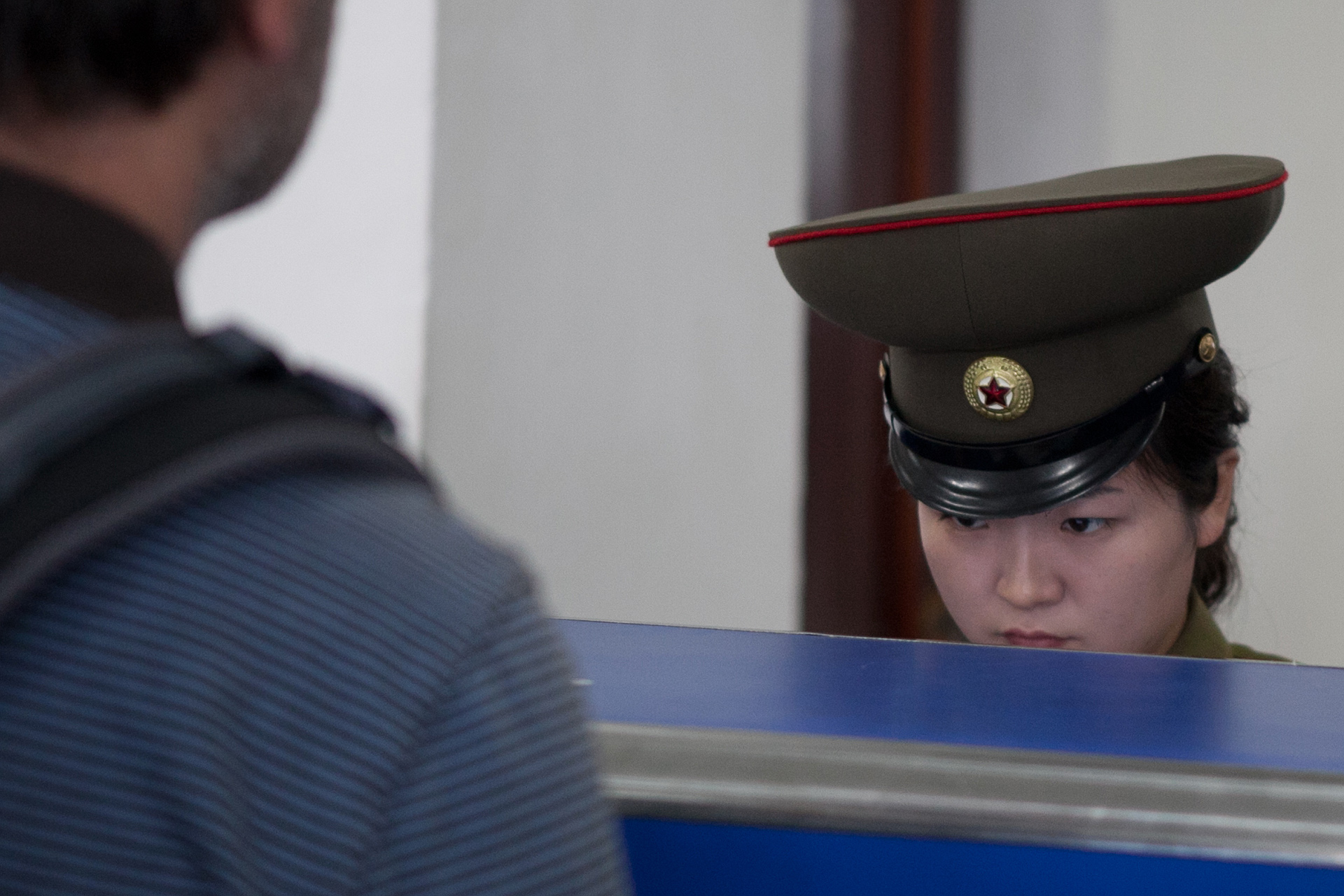
Nhập cảnh CHDCND Triều Tiên qua Sân bay quốc tế Sunan Bình Nhưỡng

Về nguyên tắc, bất kỳ người nào cũng được phép đi du lịch đến Triều Tiên; chỉ có Hàn Quốc và các nhà báo thường bị từ chối, mặc dù có một số trường hợp ngoại lệ đối với các nhà báo. Ví dụ, các nhà báo Croatia đã có một sự tiếp cận đặc biệt vào tháng 6 năm 2012, mặc dù điện thoại của họ bị tịch thu và trả lại khi họ khởi hành và có một hướng dẫn viên đặc biệt, và sau nhiều ngày lưu diễn, đã viết một câu chuyện báo về cuộc sống ở Triều Tiên. Các đại lý du lịch đặc biệt có thể giúp khách truy cập tiềm năng thông qua quy trình quan liêu. Du khách không được phép đi ra ngoài các khu vực du lịch được chỉ định mà không có hướng dẫn viên của Triều Tiên.
Trước năm 2010, khách du lịch có hộ chiếu Hoa Kỳ không được cấp thị thực, ngoại trừ trong đợt diễu hành Arirang Festival. [32]. Công dân Hoa Kỳ, nhà báo và công dân từ các quốc gia khác cũng đã được đặc biệt tham gia với tư cách là thành viên của Hiệp hội Hữu nghị Hàn Quốc và Giao lưu Choson. Công dân Hàn Quốc cần có sự cho phép đặc biệt của cả hai chính phủ để vào Triều Tiên và thường không được phép đối với du lịch thường xuyên trừ những khu vực du lịch đặc biệt dành cho người Hàn Quốc.
Chỉ những công dân của Singapore và Malaysia mới được phép vào Triều Tiên trên hộ chiếu thông thường mà không có thị thực, mặc dù việc miễn thị thực cho công dân Malaysia đã bị thu hồi vào tháng 2 năm 2017.